# ماه‌رخسارخانم فخرالدوله
ماه‌رخسارخانم فخرالدوله شاهزاده قاجار و نخستین دختر عباس میرزا و خواهر تنی محمدشاه قاجار بود.
ماه‌رخسارخانم در شعر و نقاشی و خط دست داشت. اعتمادالسلطنه در کتاب خیرات حسان درباره او می‌نویسد:
"در نظم و تنسیق امور از مدیران کافی گوی سبقت می‌ربود و تا بود بر مدارج تمول و اعتبار خود می‌افزود. در بَثِّ مکارم نظیر نداشت و سائل را محروم نمی‌گذاشت."
فخرالدوله با محمدحسن خان سردار ایروانی ازدواج کرده بود.